# Collegio di St Austell and Newquay
St Austell and Newquay è un collegio elettorale inglese situato in Cornovaglia e rappresentato alla camera dei Comuni del parlamento del Regno Unito. Elegge un membro del parlamento con il sistema maggioritario a turno unico; l'attuale parlamentare è Noah Law del Partito Laburista, che rappresenta il collegio dal 2024.

## Estensione

St Austell and Newquay dal 2010 al 2024

Dal 2010 al 2024 il collegio ha incluso i ward del borough di Restormel di Bethel, Crinnis, Edgcumbe North, Edgcumbe South, Fowey and Tywardreath, Gannel, Gover, Mevagissey, Mount Charles, Poltair, Rialton, Rock, St Blazey, St Columb, St Enoder, St Ewe, St Stephen e Treverbyn.
Il collegio fu creato per le elezioni generali del 2010, a seguito della revisione della rappresentanza parlamentare effettuata dalla Boundary Commission for England, che aumentò il numero di seggi della contea da cinque a sei. Aveva gli stessi confini dell'ex borough di Restormel, con l'eccezione del ward di Lostwithiel, che rimase nel collegio di South East Cornwall. In precedenza, l'area storica era stata divisa tra il collegio di North Cornwall, South East Cornwall e Truro and St Austell.
Dal 2024 il collegio è costituito dalle seguenti divisioni elettorali della Cornovaglia: Fowey, Tywardreath and Par; Mevagissey and St Austell Bay; Newquay Central and Pentire; Newquay Porth and Tretherras; Newquay Trenance; Penwithick and Boscoppa; Roche and Bugle; St Austell Bethel & Holmbush; St Austell Central and Gover; St Austell Poltair and Mount Charles; St Blazey; St Columb Minor and Colan; St Dennis and St Enoder; St Mewan and Grampound; St Stephen-in-Brannel.

## Membri del parlamento
| Elezione | Elezione | Deputato      | Partito             |
| -------- | -------- | ------------- | ------------------- |
|          | 2010     | Steve Gilbert | Liberal Democratici |
|          | 2015     | Steve Double  | Conservatore        |
|          | 2024     | Noah Law      | Laburista           |

## Elezioni

### Elezioni negli anni 2020
| Partito                    | Partito                                           | Candidato                  | Risultati 4 luglio 2024 | Risultati 4 luglio 2024 |
| Partito                    | Partito                                           | Candidato                  | Voti                    | %                       |
| -------------------------- | ------------------------------------------------- | -------------------------- | ----------------------- | ----------------------- |
|                            | Laburista                                         | Noah Law                   | 15 958                  | 34,15                   |
|                            | Conservatore                                      | Steve Double               | 13 488                  | 28,86                   |
|                            | Reform UK                                         | Stephen Beal               | 9 212                   | 19,71                   |
|                            | Lib Dem                                           | Joanna Kenny               | 4 805                   | 10,28                   |
|                            | Verdi                                             | Amanda Pennington          | 2 337                   | 5,00                    |
|                            | Liberale                                          | Jay Latham                 | 490                     | 1,05                    |
|                            | Indipendente                                      | Angie Rayner               | 442                     | 0,95                    |
|                            |                                                   |                            |                         |                         |
| Iscritti                   | Iscritti                                          | Iscritti                   | 76 140                  | 100,00                  |
| ↳ Votanti (% su iscritti)  | ↳ Votanti (% su iscritti)                         | ↳ Votanti (% su iscritti)  | 46 732                  | 61,38                   |
| ↳ Astenuti (% su iscritti) | ↳ Astenuti (% su iscritti)                        | ↳ Astenuti (% su iscritti) | 29 408                  | 38,62                   |
|                            |                                                   |                            |                         |                         |
|                            | Esito: collegio passa da Conservatore a Laburista |                            |                         |                         |

### Elezioni negli anni 2010
| Partito                    | Partito                                   | Candidato                  | Risultati 12 dicembre 2019 | Risultati 12 dicembre 2019 |
| Partito                    | Partito                                   | Candidato                  | Voti                       | %                          |
| -------------------------- | ----------------------------------------- | -------------------------- | -------------------------- | -------------------------- |
|                            | Conservatore                              | Steve Double               | 31 273                     | 56,07                      |
|                            | Laburista                                 | Felicity Owen              | 14 747                     | 26,44                      |
|                            | Lib Dem                                   | Tim Styles                 | 5 861                      | 10,51                      |
|                            | Mebyon Kernow                             | Dick Cole                  | 1 660                      | 2,98                       |
|                            | Verdi                                     | Collin Harker              | 1 609                      | 2,88                       |
|                            | Liberale                                  | Richard Byrne              | 626                        | 1,12                       |
|                            |                                           |                            |                            |                            |
| Iscritti                   | Iscritti                                  | Iscritti                   | 79 930                     | 100,00                     |
| ↳ Votanti (% su iscritti)  | ↳ Votanti (% su iscritti)                 | ↳ Votanti (% su iscritti)  | 55 776                     | 69,78                      |
| ↳ Astenuti (% su iscritti) | ↳ Astenuti (% su iscritti)                | ↳ Astenuti (% su iscritti) | 24 154                     | 30,22                      |
|                            |                                           |                            |                            |                            |
|                            | Esito: collegio confermato a Conservatore |                            |                            |                            |

| Partito                    | Partito                                   | Candidato                  | Risultati 8 giugno 2017 | Risultati 8 giugno 2017 |
| Partito                    | Partito                                   | Candidato                  | Voti                    | %                       |
| -------------------------- | ----------------------------------------- | -------------------------- | ----------------------- | ----------------------- |
|                            | Conservatore                              | Steve Double               | 26 856                  | 49,54                   |
|                            | Laburista                                 | Kevin Neil                 | 15 714                  | 28,99                   |
|                            | Lib Dem                                   | Steve Gilbert              | 11 642                  | 21,47                   |
|                            |                                           |                            |                         |                         |
| Iscritti                   | Iscritti                                  | Iscritti                   | 81 466                  | 100,00                  |
| ↳ Votanti (% su iscritti)  | ↳ Votanti (% su iscritti)                 | ↳ Votanti (% su iscritti)  | 56 212                  | 69,00                   |
| ↳ Astenuti (% su iscritti) | ↳ Astenuti (% su iscritti)                | ↳ Astenuti (% su iscritti) | 25 254                  | 31,00                   |
|                            |                                           |                            |                         |                         |
|                            | Esito: collegio confermato a Conservatore |                            |                         |                         |

| Partito                    | Partito                                         | Candidato                  | Risultati 7 maggio 2015 | Risultati 7 maggio 2015 |
| Partito                    | Partito                                         | Candidato                  | Voti                    | %                       |
| -------------------------- | ----------------------------------------------- | -------------------------- | ----------------------- | ----------------------- |
|                            | Conservatore                                    | Steve Double               | 20 250                  | 40,21                   |
|                            | Lib Dem                                         | Steve Gilbert              | 12 077                  | 23,98                   |
|                            | UKIP                                            | David Mathews              | 8 503                   | 16,88                   |
|                            | Laburista                                       | Deborah Hopkins            | 5 150                   | 10,23                   |
|                            | Verdi                                           | Steve Slade                | 2 318                   | 4,60                    |
|                            | Mebyon Kernow                                   | Dick Cole                  | 2 063                   | 4,10                    |
|                            |                                                 |                            |                         |                         |
| Iscritti                   | Iscritti                                        | Iscritti                   | 76 657                  | 100,00                  |
| ↳ Votanti (% su iscritti)  | ↳ Votanti (% su iscritti)                       | ↳ Votanti (% su iscritti)  | 50 361                  | 65,70                   |
| ↳ Astenuti (% su iscritti) | ↳ Astenuti (% su iscritti)                      | ↳ Astenuti (% su iscritti) | 26 296                  | 34,30                   |
|                            |                                                 |                            |                         |                         |
|                            | Esito: collegio passa da Lib Dem a Conservatore |                            |                         |                         |

| Partito                    | Partito                                    | Candidato                  | Risultati 6 maggio 2010 | Risultati 6 maggio 2010 |
| Partito                    | Partito                                    | Candidato                  | Voti                    | %                       |
| -------------------------- | ------------------------------------------ | -------------------------- | ----------------------- | ----------------------- |
|                            | Lib Dem                                    | Steve Gilbert              | 20 189                  | 42,74                   |
|                            | Conservatore                               | Caroline Righton           | 18 877                  | 39,96                   |
|                            | Laburista                                  | Lee Jameson                | 3 386                   | 7,17                    |
|                            | Mebyon Kernow                              | Dick Cole                  | 2 007                   | 4,25                    |
|                            | UKIP                                       | Clive Medway               | 1 757                   | 3,72                    |
|                            | BNP                                        | James Fitton               | 1 022                   | 2,16                    |
|                            |                                            |                            |                         |                         |
| Iscritti                   | Iscritti                                   | Iscritti                   | 76 313                  | 100,00                  |
| ↳ Votanti (% su iscritti)  | ↳ Votanti (% su iscritti)                  | ↳ Votanti (% su iscritti)  | 47 238                  | 61,90                   |
| ↳ Astenuti (% su iscritti) | ↳ Astenuti (% su iscritti)                 | ↳ Astenuti (% su iscritti) | 29 075                  | 38,10                   |
|                            |                                            |                            |                         |                         |
|                            | Esito: collegio a Lib Dem (nuovo collegio) |                            |                         |                         |

## Risultati dei referendum

### Referendum sulla permanenza del Regno Unito nell'Unione europea del 2016
|             | Collegio               | Lasciare UE % | Rimanere in UE % |
| ----------- | ---------------------- | ------------- | ---------------- |
|             | St Austell and Newquay | 62,4%         | 37,6%            |
| Inghilterra | 53,3%                  | 46,7%         |                  |
| Regno Unito | 51,9%                  | 48,1%         |                  |